# Sant Martí del Castell d'Arcalís
Sant Martí del Castell d'Arcalís fou la capella romànic, ara en ruïnes, del Castell d'Arcalís, segons alguns autors, Castell de la Mola de Baro, en el terme municipal de Soriguera, a la comarca del Pallars Sobirà. Pertany al territori del poble d'Arcalís, dins de l'antic terme d'Estac.
Es troba a uns 825 metres en línia recta del poble, al sud-est, bastant per damunt seu. En queden restes, que es confonen amb les del castell.